# قناص أمريكي (فلم)
قناص أمريكي (بالإنجليزية: American Sniper) هو فيلم دراما وحركة أمريكي صدر سنة 2014. الفيلم من إخراج كلينت إيستوود وكتابة جيسون هول. هو مقتبس من مذكرات كريس كايل قناص أمريكي: السيرة الذاتية لأشد قناص فتكا في تاريخ الولايات المتحدة العسكري. من بطولة برادلي كوبر وسينا ميلير. يعد كريس كايل أكثر الرماة فتكاً في تاريخ الولايات المتحدة العسكري مع 255 قتيلاً، 160 منهم موثقة رسمياً من قبل البنتاغون. الفيلم من برادلي كوبر بدور كريس وسينا ميلير بدور زوجته تايا كايل.
عرض قناص أمريكي لأول مرة خلال مهرجان معهد الفيلم الأمريكي في 11 نوفمبر 2014، تبعه إصدار محدود إصدار سينمائي محدود في الولايات المتحدة في 25 ديسمبر 2014، ثم إصدار عالمي موسع في 16 يناير 2015، حيث سجل أرقام قياسية في صناديق التذاكر، منها أعلى أفتتاحية لفيلم خلال شهر يناير وأعطى كلينت إيستوود أكبر أفتتاحية في مسيرته.
في حفل توزيع جوائز الأوسكار السابع والثمانون، تلقى قناص أمريكي ستة ترشيحات، منها أفضل فيلم وأفضل سيناريو مقتبس وأفضل ممثل لبرادلي.

## القصة
يحكي الفيلم القصة الحقيقية لحياة الجندي كريس كايل (برادلي كوبر)، القناص الأمريكي المعروف بالجندي الأكثر فتكًا في تاريخ العسكرية الأمريكية، برصيد مائة وستين قتيلًا مؤكدًا باسمه، ويستعرض الفيلم أيضا مدى تأثير مواجهته للموت يوميًا أثناء عمله على حياته الشخصية والعاطفية.

## الاستقبال

### الإصدار
عرض قناص أمريكي لأول مرة خلال مهرجان معهد الفيلم الأمريكي في 11 نوفمبر 2014، تبعه إصدار محدود إصدار سينمائي محدود في الولايات المتحدة في 25 ديسمبر 2014، ثم إصدار عالمي موسع في 16 يناير 2015.

### شباك التذاكر
بلغت تكلفة إنتاج الفيلم حوالي 58.8 مليون $. سجل الفيلم أرقام قياسية في صناديق التذاكر الأمريكية، منها أعلى أفتتاحية لفيلم خلال شهر يناير وأعطى كلينت إيستوود أكبر أفتتاحية في مسيرته. حتى الآن وصلت إيراداته إلى 547.4 مليون $.

### رأي النقاد
تلقى الفيلم مراجعات إيجابية من قبل النقاد. الفيلم حصل على تقييم 73% على موقع الطماطم الفاسدة، بناءً على 203 مراجعة، مع متوسط تقييم 6.9/10. الأجماع النقدي في الموقع نص على: «مدعوم بإخراج كلينت إيستوود الواثق والماهر وأداء مركزي محكم من برادلي كوبر، يقدم قناص أمريكي يقدم تحية مشوقة وقوية لموضوعها الحي.» ميتاكريتيك أعطى الفيلم 72 من 100 بناءً على 45 مراجعة نقدية.

### إنتقاد
قالت اللجنة الأمريكية العربية لمناهضة التمييز أن إصدار الفيلم أدى إلى زيادة موجة التهديدات ضد العرب والمسلمين في الولايات المتحدة. اللجنة وغيرها اتهموا كلينت إيستوود بالربط غير الصادق للعراق بهجمات 11 سبتمبر. الصحفي الأمريكي، مات تايبي من مجلة رولينغ ستون، أنتقد التصوير السياسي للفيلم. كريس هيدجز، وهو ناقد لإسرائيل، قد قارن الفيلم بتنظيم الدولة الإسلامية، منتقداً الفيلم لاحتفائه بثقافة الأسلحة وتعزيز العشق الأعمى للجيش. زيد جيلاني من موقع «صالون» (Salon)، أقتبس كلام كايل، وجادل بأن كلً من الفيلم وسمعة كايل «كلها مبنية على مجموعة من أنصاف الحقائق، والخرافات والأكاذيب». ماكس بلومنتال قال أن الفيلم «مليئ بالأكاذيب والتشويه من البداية إلى النهاية،» ويصنع بطلاً من «كذاب وسفاح.» الأستاذ نعوم تشومسكي أنتقد «ماذا تقول عبادة فيلم عن قاتل بدم بارد عن الشعب الأمريكي.»

## الجوائز
رشح الفيلم لستة جوائز أوسكار لعام 2015، وفاز بجائزة أفضل صوت سينمائي.

## وصلات خارجية
- مقالات تستعمل روابط فنية بلا صلة مع ويكي بيانات